# Olor
olor是一塊綁在公山羊身上的帶毛牛皮或是塑膠布，外形類似裙子。肯亞飼養山羊的人在會在干旱時期在公山羊身上穿戴olor，避免公山羊在此時間讓母山羊交配而懷孕。